# Cassinische Kurve

Cassinische Kurven mit

Die Cassinische Kurve (benannt nach Giovanni Domenico Cassini) ist der Ort aller Punkte {\displaystyle P} in der Ebene, für die das Produkt ihrer (meistens unterschiedlich großen) Abstände von zwei gegebenen Punkten {\displaystyle P_{1}} und {\displaystyle P_{2}}, auch Brennpunkte genannt, festgelegt ist auf {\displaystyle {\overline {P_{1}P}}\cdot {\overline {P_{2}P}}=c^{2}(c\in \mathbb {R} _{0}^{+})}.  Von Giovanni Domenico Cassini wurden diese Kurven auch nach Entdeckung der keplerschen Gesetze als Planetenbahnen vorgeschlagen.
Bei auftretender Symmetrie {\displaystyle {\overline {P_{1}P}}={\overline {P_{2}P}}} beträgt die Länge beider Abstände nach Definition jeweils {\displaystyle c}.
Einen Spezialfall der Cassinischen Kurve bildet die Lemniskate von Bernoulli mit {\displaystyle c=a}, wobei {\displaystyle 2a} den Abstand der Punkte  {\displaystyle P_{1}} und {\displaystyle P_{2}} bezeichnet.
Im Unterschied zur Definition einer Cassinischen Kurve bleibt bei einer Ellipse die Summe der Abstände von den Brennpunkten konstant.

## Gleichungen

Cassinische Kurve:

Die Kurve lässt sich in kartesischen Koordinaten durch die Gleichung
{\displaystyle (x^{2}+y^{2})^{2}-2a^{2}(x^{2}-y^{2})=c^{4}-a^{4}\qquad a,c\in \mathbb {R} _{0}^{+}}
beschreiben, wobei {\displaystyle P_{1}=(a,0)} und {\displaystyle P_{2}=(-a,0)} gesetzt wurde. In Polarkoordinaten lautet die Gleichung
{\displaystyle r^{2}=a^{2}\cos(2\varphi )\pm {\sqrt {a^{4}\cos ^{2}(2\varphi )+(c^{4}-a^{4})}}\qquad a,c\in \mathbb {R} _{0}^{+}.}

## Herleitung aus der Definition
Das Problem werde in einem rechtwinkligen kartesischen Koordinatensystem der Ebene behandelt, sodass {\displaystyle P_{1}=P(a,0)} und {\displaystyle P_{2}=(-a,0)}, mit {\displaystyle a\in \mathbb {R} _{0}^{+}} gilt. Dann gilt für einen Punkt {\displaystyle P=(x,y)} auf der Kurve laut Definition:
{\displaystyle {\begin{array}{rcl}c^{2}&=&|PP_{1}|\cdot |PP_{2}|={\sqrt {(x+a)^{2}+y^{2}}}{\sqrt {(x-a)^{2}+y^{2}}}\\c^{4}&=&[(x+a)^{2}+y^{2}][(x-a)^{2}+y^{2}]=(x^{2}-a^{2})^{2}+y^{2}[(x+a)^{2}+(x-a)^{2}]+y^{4}\\&=&(x^{4}-2x^{2}a^{2}+a^{4})+y^{2}[2x^{2}+2a^{2}]+y^{4}=x^{4}+2x^{2}y^{2}+y^{4}+a^{4}-2a^{2}x^{2}+2a^{2}y^{2}\\c^{4}-a^{4}&=&(x^{2}+y^{2})^{2}-2a^{2}(x^{2}-y^{2}).\end{array}}}
Für den Übergang in Polarkoordinaten ist die Transformation {\displaystyle x=r\cos(\varphi ),y=r\sin(\varphi )} nötig. Es ergibt sich mit dem „trigonometrischen Pythagoras“:
{\displaystyle c^{4}-a^{4}=r^{4}-2a^{2}r^{2}(\cos ^{2}(\varphi )-\sin ^{2}(\varphi ))=r^{4}-2a^{2}r^{2}\cos(2\varphi ).}
Dies ist eine Quartische Gleichung, insbesondere handelt es sich hier um den biquadratischen Spezialfall, der als Quadratische Gleichung in {\displaystyle r^{2}} zu lösen ist:
{\displaystyle (r^{2})^{2}-2a^{2}\cos(2\varphi )\cdot r^{2}-(c^{4}-a^{4})=0}
{\displaystyle \Rightarrow r^{2}(\varphi )=a^{2}\cos(2\varphi )\pm {\sqrt {a^{4}\cos ^{2}(2\varphi )+(c^{4}-a^{4})}}.}

## Form der Kurve
| b = 0,6 | b = 0,8 | b = 1   |
| b = 1,2 | b = 1,4 | b = 1,6 |

Die Cassinischen Kurven für verschiedene b=c/a:

Die Form der Cassinischen Kurve lässt sich in fünf Fälle unterscheiden:
1. Fall
Für {\displaystyle c>a{\sqrt {2}}} ist die Kurve ein ungefähr ellipsenförmiges Oval. Ihre Schnittpunkte mit der x-Achse liegen in diesem Fall bei {\displaystyle (\pm {\sqrt {c^{2}+a^{2}}},\,0)}, die Schnittpunkte mit der y-Achse bei {\displaystyle (0,\pm {\sqrt {c^{2}-a^{2}}})}. Bei {\displaystyle c\gg a} nähert sich die Kurve asymptotisch einem Kreis mit Radius {\displaystyle c} um den Ursprung.
2. Fall
Für {\displaystyle c=a{\sqrt {2}}} ergibt sie wieder ein ungefähr ellipsenförmiges Oval. Die Schnittpunkte mit der x-Achse liegen nun bei {\displaystyle (\pm a{\sqrt {3}},\,0)}. An den Schnittpunkten mit der y-Achse bei {\displaystyle (0,\,\pm a)} ist die Krümmung der Kurve gleich 0.
3. Fall
Für {\displaystyle a<c<a{\sqrt {2}}} ergibt sich ein eingedrücktes Oval mit den gleichen Achsenabschnitten wie im 1. Fall {\displaystyle c>a{\sqrt {2}}}. Neben den beiden y-Achsenabschnitten befinden sich die weiteren Extrema der Kurve an den Punkten
{\displaystyle {\frac {1}{2a}}\left(\pm {\sqrt {4a^{4}-c^{4}}},\ \pm c^{2}\right)}, wo ein Kreis mit Radius a um den Ursprung die Kurve schneidet.
Die vier Wendepunkte liegen bei
{\displaystyle \left(\pm {\sqrt {{\tfrac {1}{2}}(m-n)}},\,\pm {\sqrt {{\tfrac {1}{2}}(m+n)}}\right)\quad {\text{mit}}\quad m={\sqrt {\tfrac {c^{4}-a^{4}}{3}}}\quad {\text{und}}\quad n={\tfrac {c^{4}-a^{4}}{3a^{2}}}}
4. Fall
Für {\displaystyle c=a} ergibt sich die Lemniskate.
5. Fall
Für {\displaystyle c<a} ergeben sich zwei Ovale um die Punkte {\displaystyle (a,0)} und {\displaystyle (-a,0)}. Die Schnittpunkte mit der x-Achse haben die x-Koordinaten
{\displaystyle \pm {\sqrt {a^{2}\pm c^{2}}}}
Die Extrema sind an den Punkten
{\displaystyle {\frac {1}{2a}}\left(\pm {\sqrt {4a^{4}-c^{4}}},\ \pm c^{2}\right)}
Die Ovale werden mit abnehmendem c kreisförmiger und nähern sich asymptotisch Kreisen um die Punkte {\displaystyle P_{1}} und {\displaystyle P_{2}} mit Radius {\displaystyle {\frac {c^{2}}{2a}}}.

## Cassinische Kurven und Orthogonaltrajektorien

Cassinische Kurven und dazu orthogonale Hyperbeln

Orthogonaltrajektorien einer gegebenen Kurvenschar sind Kurven, die alle gegebenen Kurven orthogonal schneiden. So sind z. B. zu einer Schar konfokaler Ellipsen die zugehörigen konfokalen Hyperbeln Orthogonaltrajektorien. Für Cassinische Kurven gilt:
- Die Orthogonaltrajektorien der Cassinischen Kurven zu zwei Punkten {\displaystyle P_{1},P_{2}} sind die gleichseitigen Hyperbeln durch {\displaystyle P_{1},P_{2}} mit dem Mittelpunkt von {\displaystyle P_{1},P_{2}} als Mittelpunkt (s. Bild).

Beweis:

Um die Rechnung einfach zu gestalten, seien {\displaystyle P_{1}=(1,0),\;P_{2}=(-1,0)}.
Die cassinischen Kurven genügen der Gleichung
{\displaystyle f(x,y)\;=\;(x^{2}+y^{2})^{2}-2(x^{2}-y^{2})+1-c^{4}=0}.
Die gleichseitigen Hyperbeln (d. h. ihre Asymptoten stehen senkrecht aufeinander) durch {\displaystyle (1,0),(-1,0)} und Mittelpunkt {\displaystyle (0,0)} genügen der Gleichung
{\displaystyle y^{2}-x^{2}+\lambda xy+1=0,\quad \lambda \in \mathbb {R} .}
Die Hyperbeln schneiden die y-Achse nicht und die x-Achse nur in {\displaystyle (\pm 1,0)}.
Eine Hauptachsentransformation zeigt, dass es sich tatsächlich um gleichseitige Hyperbeln mit dem Ursprung als Mittelpunkt handelt. Mit Punktproben erkennt man: {\displaystyle (1,0),(-1,0)} liegen auf den Hyperbeln.
Um eine vom Parameter unabhängige Normale der Hyperbeln zu erhalten, benutzt man besser die folgende implizite Darstellung:
{\displaystyle g(x,y)\;=\;{\frac {x^{2}-y^{2}-1}{xy}}-\lambda ={\frac {x}{y}}-{\frac {y}{x}}-{\frac {1}{xy}}-\lambda =0\;.}
Für den Nachweis, dass sich die Hyperbeln und die cassinischen Kurven senkrecht schneiden, zeigt man, dass {\displaystyle \operatorname {grad} f(x,y)\cdot \operatorname {grad} g(x,y)=0} ist für alle Punkte {\displaystyle (x,y),\;x\neq 0\neq y}. Dies ist rechnerisch leicht nachvollziehbar, da die beiden Scharparameter beim Differenzieren herausfallen.
Bemerkung:

Das Bild der cassinischen Kurven und den dazu orthogonalen Hyperbeln ist den Feld- und Potentiallinien zweier gleicher Punktladungen ähnlich aber nicht gleich. Bei einer Äquipotentiallinie zweier Punktladungen ist die Summe der Kehrwerte der Abstände zu zwei festen Punkten konstant: {\displaystyle {\frac {1}{|PP_{1}|}}+{\frac {1}{|PP_{2}|}}={\text{konstant}}}. (Siehe  implizite Kurven)

## Cassinische Kurven auf Tori

Cassinische Kurven als ebene Schnitte eines Torus
(der rechte Torus ist ein Spindeltorus)

Cassinische Kurven treten auch als ebene Schnitte von Tori auf. Allerdings nur dann, wenn die
- schneidende Ebene parallel zur Torusachse  und der Abstand von der Torusachse gleich dem Radius des erzeugenden Kreises ist (s. Bild).

Schneidet man den Torus mit der Gleichung
{\displaystyle \left(x^{2}+y^{2}+z^{2}+R^{2}-r^{2}\right)^{2}=4R^{2}\left(x^{2}+y^{2}\right).}
mit der Ebene {\displaystyle y=r} so erhält man zunächst:
{\displaystyle \left(x^{2}+z^{2}+R^{2}\right)^{2}=4R^{2}\left(x^{2}+r^{2}\right).}
Nach dem teilweisen Auflösen der ersten Klammer ergibt sich
{\displaystyle \left(x^{2}+z^{2}\right)^{2}-2R^{2}(x^{2}-z^{2})=4R^{2}r^{2}-R^{4}.}
Die {\displaystyle x}- und {\displaystyle z}-Koordinaten der Schnittkurve erfüllen die Gleichung einer Cassinischen Kurve mit den Parametern {\displaystyle c^{2}=2Rr,\;a=R}.
Zu weiteren Torusschnitten: siehe Villarceau-Kreise, Spirische Kurve.

## Flächeninhalt und Umfang

### Flächeninhalt
Die Cassinischen Kurven können folgendermaßen parametrisiert werden:
{\displaystyle x={\frac {c^{2}{\sqrt {c^{2}+a^{2}}}\cos(\vartheta )}{c^{2}+a^{2}\sin(\vartheta )^{2}}}}     und     {\displaystyle y={\frac {{\sqrt {c^{2}+a^{2}}}\sin(\vartheta ){\sqrt {c^{4}-a^{4}\sin(\vartheta )^{2}}}}{c^{2}+a^{2}\sin(\vartheta )^{2}}}}
Diese Parametrisierung erfüllt die Gleichung für kartesische Koordinaten:
{\displaystyle (x^{2}+y^{2})^{2}-2a^{2}(x^{2}-y^{2})=c^{4}-a^{4}}
Der Flächeninhalt der Cassinischen Kurven für den Fall c > a kann auf folgende Weise ermittelt werden:
{\displaystyle {\begin{aligned}A&=4\int _{0}^{\sqrt {c^{2}+a^{2}}}|y(x)|dx=4\int _{0}^{\pi /2}\left[-{\frac {\mathrm {d} }{\mathrm {d} \vartheta }}x(\vartheta )\right]y(\vartheta )\mathrm {d} \vartheta =\\&=4\int _{0}^{\pi /2}\left[-{\frac {\mathrm {d} }{\mathrm {d} \vartheta }}{\frac {c^{2}{\sqrt {c^{2}+a^{2}}}\cos(\vartheta )}{c^{2}+a^{2}\sin(\vartheta )^{2}}}\right]{\frac {{\sqrt {c^{2}+a^{2}}}\sin(\vartheta ){\sqrt {c^{4}-a^{4}\sin(\vartheta )^{2}}}}{c^{2}+a^{2}\sin(\vartheta )^{2}}}\mathrm {d} \vartheta =\\&=4\int _{0}^{\pi /2}{\frac {c^{2}{\sqrt {c^{2}+a^{2}}}\sin(\vartheta )^{2}[c^{2}+2a^{2}-a^{2}\sin(\vartheta )^{2}]{\sqrt {c^{4}-a^{4}\sin(\vartheta )^{2}}}}{[c^{2}+a^{2}\sin(\vartheta )^{2}]^{3}}}\mathrm {d} \vartheta =\\&=4\int _{0}^{\pi /2}{\frac {\mathrm {d} }{\mathrm {d} \vartheta }}\left[{\frac {c^{2}}{2}}E(\vartheta ;a^{2}/c^{2})-{\frac {\sin(\vartheta )\cos(\vartheta )[c^{4}-a^{4}\sin(\vartheta )^{2}]^{3/2}}{2[c^{2}+a^{2}\sin(\vartheta )^{2}]^{2}}}\right]\mathrm {d} \vartheta =2c^{2}E(a^{2}/c^{2})\\\end{aligned}}}
Endresultat:
{\displaystyle A=2c^{2}E(a^{2}/c^{2})}
Bei dieser Formel ist {\displaystyle E} das vollständige elliptische Integral zweiter Art.
Bei der Lemniskate von Bernoulli ist {\displaystyle c=a} und somit gilt: {\displaystyle A=2a^{2}\cdot E(1)=2a^{2}}.
Im Fall c < a wird das Argument des elliptischen Integrals {\displaystyle E(>1)} so, dass seine numerische Berechnung einen Imaginärteil aufweist. Der Flächeninhalt der beiden (gleich großen) Ovale ist dann gegeben als Realteil des Resultats für a < c wie folgt:
{\displaystyle A=\Re {\left(2c^{2}E(a^{2}/c^{2})\right)}=2a^{2}\cdot \left(E(c^{2}/a^{2})-(1-c^{4}/a^{4})\cdot K(c^{2}/a^{2})\right)} mit {\displaystyle K} als vollständigem elliptischen Integral der ersten Art.

### Umfang
Der Umfang der Cassinischen Kurven für den Fall c > a kann auf folgende Weise ermittelt werden:
{\displaystyle {\begin{aligned}U&=4\int _{0}^{\pi /2}{\sqrt {\left[{\frac {\mathrm {d} }{\mathrm {d} \vartheta }}x(\vartheta )\right]^{2}+\left[{\frac {\mathrm {d} }{\mathrm {d} \vartheta }}y(\vartheta )\right]^{2}}}\mathrm {d} \vartheta =\\&=4\int _{0}^{\pi /2}{\sqrt {\left[{\frac {\mathrm {d} }{\mathrm {d} \vartheta }}{\frac {c^{2}{\sqrt {c^{2}+a^{2}}}\cos(\vartheta )}{c^{2}+a^{2}\sin(\vartheta )^{2}}}\right]^{2}+\left[{\frac {\mathrm {d} }{\mathrm {d} \vartheta }}{\frac {{\sqrt {c^{2}+a^{2}}}\sin(\vartheta ){\sqrt {c^{4}-a^{4}\sin(\vartheta )^{2}}}}{c^{2}+a^{2}\sin(\vartheta )^{2}}}\right]^{2}}}\mathrm {d} \vartheta =\\&=4\int _{0}^{\pi /2}{\frac {c^{2}{\sqrt {c^{2}+a^{2}}}{\sqrt {c^{2}-a^{2}\sin(\vartheta )^{2}}}}{{\sqrt {c^{2}+a^{2}\sin(\vartheta )^{2}}}{\sqrt {c^{4}-a^{4}\sin(\vartheta )^{2}}}}}\mathrm {d} \vartheta =4{\sqrt {c^{2}+a^{2}}}\int _{0}^{1}{\frac {\sqrt {1-(a/c)^{2}w^{2}}}{\sqrt {[1+(a/c)^{2}w^{2}][1-(a/c)^{4}w^{2}](1-w^{2})}}}\mathrm {d} w\end{aligned}}}
Endresultat:
{\displaystyle U=4{\sqrt {c^{2}+a^{2}}}\int _{0}^{1}{\frac {\sqrt {1-(a/c)^{2}w^{2}}}{\sqrt {[1+(a/c)^{2}w^{2}][1-(a/c)^{4}w^{2}](1-w^{2})}}}\mathrm {d} w}
Für die Theta-Werte von 0 bis {\displaystyle {\tfrac {\pi }{2}}} wird ein Viertel der gesamten Kurve parametrisiert.
Der Umfang lässt sich auch geschlossen mithilfe elliptischer Integrale erfassen:
Das numerisch equivalente Integral {\displaystyle U=4c^{2}\int _{0}^{\pi /2}{\frac {1}{\sqrt[{4}]{a^{4}+c^{4}+2a^{2}c^{2}\cos(2p)}}}\mathrm {d} p} kann online ausgewertet werden. Die Vereinfachung des erhaltenen Resultates ergibt für
{\displaystyle c>a}{\displaystyle U=4c\cdot K\left({\sqrt {\frac {1-{\sqrt {1-a^{4}/c^{4}}}}{2}}}\right)},
{\displaystyle c=a}{\displaystyle U=4a\cdot K\left({\frac {1}{\sqrt {2}}}\right)}, (Lemniscate von Bernoulli mit {\displaystyle U=2{\sqrt {2}}a\varpi }) und
{\displaystyle c<a}{\displaystyle U={\frac {4c^{2}}{a}}\cdot K\left({\sqrt {\frac {1-{\sqrt {1-c^{4}/a^{4}}}}{2}}}\right)}. Das asymptotische Limit für c gegen 0 beträgt mit {\displaystyle K(0)=\pi /2} hier {\displaystyle 2\pi c^{2}/a}, was der Summe des Umfangs zweier Kreise mit Radius {\displaystyle r={\frac {c^{2}}{2a}}} entspricht.
Dabei bezeichnet {\displaystyle K} das vollständige elliptische Integral erster Art.

## Verallgemeinerungen
Die Konstruktion einer Cassinischen Kurve lässt sich leicht auf ebene Kurven und Flächen mit beliebig vielen Grundpunkten verallgemeinern:
- {\displaystyle |PP_{1}|\cdot |PP_{2}|\cdots |PP_{n}|=c^{n}}

beschreibt im ebenen Fall eine implizite Kurve und im 3-dimensionalen Raum eine implizite Fläche.

Verallgemeinerte Kurven zu 3 Punkten
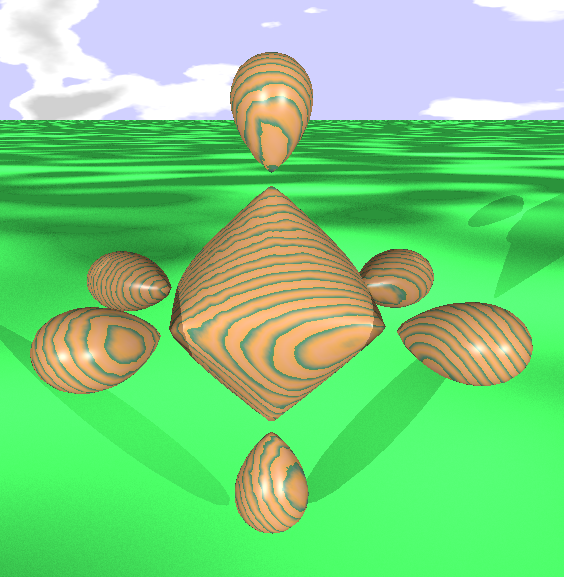
Verallgemeinerte Fläche zu 6 Punkten